# Sławatycze-Kolonia
Sławatycze-Kolonia – wieś w Polsce położona w województwie lubelskim, w powiecie bialskim, w gminie Sławatycze.
W latach 1975–1998 miejscowość administracyjnie należała do województwa bialskopodlaskiego.
Wieś jest sołectwem w gminie Sławatycze. W roku 2021 wieś liczyła 43 mieszkańców. 

## Części wsi
| SIMC    | Nazwa    | Rodzaj             |
| ------- | -------- | ------------------ |
| 0019732 | Boguszów | część miejscowości |
| 0019749 | Sydiuk   | część miejscowości |